# Stéphane Simian
Stéphane Simian (Le Pontet, 8 juni 1967) is een voormalig Franse tennisser, die van 1991 tot 1998 als professional actief was. Simian speelde op de ATP-tour in twee verloren enkelspelfinales en won in het dubbelspel twee toernooien.

## Palmares

#### Enkelspel
| Legenda                       | Legenda               |
| ----------------------------- | --------------------- |
| Grand Slam                    |                       |
| Olympische Spelen             |                       |
| tot 2009                      | vanaf 2009            |
| Tennis Masters Cup            | ATP Finals            |
| ATP Masters Series            | ATP Tour Masters 1000 |
| ATP International Series Gold | ATP Tour 500          |
| ATP International Series      | ATP Tour 250          |

| Nr.              | Datum           | Toernooi     | Ondergrond | Tegenstander in finale | Score         | Details |
| ---------------- | --------------- | ------------ | ---------- | ---------------------- | ------------- | ------- |
| Verloren finales |                 |              |            |                        |               |         |
| 1.               | 16 oktober 1992 | ATP Tel-Aviv | Hardcourt  | Jeff Tarango           | 4-6, 6-3, 6-4 | Details |
| 2.               | 16 juni 1996    | ATP Rosmalen | Gras       | Richey Reneberg        | 6-4, 6-0      | Details |

### Dubbelspel
| Nr.                           | Datum          | Toernooi         | Ondergrond | Partner          | Tegenstanders in finale       | Score         | Details |
| ----------------------------- | -------------- | ---------------- | ---------- | ---------------- | ----------------------------- | ------------- | ------- |
| Gewonnen finales heren dubbel |                |                  |            |                  |                               |               |         |
| 1.                            | 9 januari 1994 | ATP Doha         | Hardcourt  | Olivier Delaître | Shelby Cannon Byron Talbot    | 6–3, 6–3      | Details |
| 2.                            | 24 april 1994  | ATP Seoul        | Hardcourt  | Kenny Thorne     | Kent Kinnear Sébastien Lareau | 6–4, 3–6, 7–5 | Details |
| Verloren finales heren dubbel |                |                  |            |                  |                               |               |         |
| 1.                            | 15 mei 1994    | ATP Delray Beach | Gravel     | Ken Flach        | Lan Bale Brett Steven         | 3–6, 5–7      | Details |

## Prestatietabel
| Legenda | Legenda                          |
| ------- | -------------------------------- |
| g.t.    | geen toernooi gehouden           |
| l.c.    | lagere categorie                 |
| –       | niet deelgenomen                 |
| G       | uitgeschakeld in de groepsfase   |
| 1R      | uitgeschakeld in de eerste ronde |
| 2R      | uitgeschakeld in de tweede ronde |
| 3R      | uitgeschakeld in de derde ronde  |
| 4R      | uitgeschakeld in de vierde ronde |
| KF      | uitgeschakeld in de kwartfinale  |
| HF      | uitgeschakeld in de halve finale |
| F       | de finale verloren               |
| W       | het toernooi gewonnen            |
| w-v     | winst/verlies-balans             |

### Prestatietabel grand slam, enkelspel
| Toernooi        | 1991 | 1992 | 1993 | 1994 | 1995 | 1996 | 1997 |
| --------------- | ---- | ---- | ---- | ---- | ---- | ---- | ---- |
| Australian Open | –    | –    | 3R   | 1R   | –    | –    | 2R   |
| Roland Garros   | –    | 1R   | 1R   | 1R   | –    | 1R   | 3R   |
| Wimbledon       | –    | –    | 1R   | 1R   | 1R   | –    | –    |
| US Open         | 3R   | –    | 1R   | –    | –    | 1R   | –    |

### Prestatietabel grand slam, dubbelspel
| Toernooi        | 1993 | 1994 | 1995 | 1996 | 1997 | 1998 |
| --------------- | ---- | ---- | ---- | ---- | ---- | ---- |
| Australian Open | –    | 1R   | –    | –    | –    | –    |
| Roland Garros   | 1R   | 3R   | 1R   | 1R   | 2R   | 1R   |
| Wimbledon       | –    | 2R   | –    | –    | 1R   | –    |
| US Open         | –    | 1R   | –    | –    | –    | –    |